# ダック・シーズン
『ダック・シーズン』（原題：Temporada de patos, 英題：Duck Season）は、2004年のメキシコ映画。MTV Video Music Awardsでの受賞歴を持つフェルナンド・エインビッケが初の映画監督・脚本をつとめた。日本国内のプロモーションで使われたキャッチコピーは「アヒルだって空を飛ぶ。」

## 概要
全編にわたってモノクロ映像、ほとんどのカットがトラテロルコにある古アパートの一室という演出がなされている。エインビッケは敬愛する監督にジム・ジャームッシュや小津安二郎の名をあげた上で「カラーよりもむしろモノクロのほうが、より軽妙で、よりダイナミックなんだということをあらためて実感した」と、インタビューで語っている。
公開後の反応としてアリエル賞の主要部門を含む11部門受賞をはじめ、カンヌ国際映画祭へ出展した際にはヨーロッパ6カ国での配給が決定した。それら多くの映画祭で脚光を浴び、アルフォンソ・キュアロン（『天国の口、終りの楽園。』）、ギレルモ・デル・トロ（『ヘルボーイ』）といった監督らに並ぶ賞賛を得ている。

## ストーリー
14歳で幼なじみのフラマとモコ。ある日曜日の午後、フラマの母から留守をあずかった2人は家でテレビゲームをしていた。ピザを注文し、コーラを飲み、部屋にはポルノ漫画、両親も出かけた…ありふれた日常かに見えたが、ひょんなことからそれが特別な1日へと変わってゆく。

## キャスト
- ダニエル・ミランダ：フラマ
- ディエゴ・カターニョ・エリソンド：モコ
- ダニー・ペレア：リタ
- エンリケ・アレオーラ：ウリセス
- カロリーナ・ポリティ：フラマの母

## 主な受賞
- 2004年　アメリカン・フィルム・インスティチュート最優秀審査員賞
- 2004年　グアダラハラ映画祭マヤオーレ賞（女優賞、男優賞、監督賞ほか）
- 2004年　テッサロニキ国際映画祭最優秀監督賞
- 2005年　アリエル賞（ゴールデン・アリエル賞、男優賞、女優賞ほか）
- 2005年　MTV Movie Awards Mexico（女優賞）
- 2005年　パリ映画祭特別審査員賞